# Vilapinta
Vilapinta (en francès Villepinte) és un municipi del departament de l'Aude a la regió francesa d'Occitània.